# 1490
Portal Geschichte | Portal Biografien | Aktuelle Ereignisse | Jahreskalender | Tagesartikel

◄ |
14. Jahrhundert |
15. Jahrhundert
| 16. Jahrhundert | ►

◄ |
1460er |
1470er |
1480er |
1490er
| 1500er | 1510er | 1520er | ►

◄◄ |
◄ |
1486 |
1487 |
1488 |
1489 |
1490
| 1491 | 1492 | 1493 | 1494 | ► | ►►
Staatsoberhäupter  · Nekrolog  · Literaturjahr
| Januar | Januar | Januar | Januar | Januar | Januar | Januar | Januar |
| Kw     | Mo     | Di     | Mi     | Do     | Fr     | Sa     | So     |
| ------ | ------ | ------ | ------ | ------ | ------ | ------ | ------ |
| 53     |        |        |        |        | 1      | 2      | 3      |
| 1      | 4      | 5      | 6      | 7      | 8      | 9      | 10     |
| 2      | 11     | 12     | 13     | 14     | 15     | 16     | 17     |
| 3      | 18     | 19     | 20     | 21     | 22     | 23     | 24     |
| 4      | 25     | 26     | 27     | 28     | 29     | 30     | 31     |

| Februar | Februar | Februar | Februar | Februar | Februar | Februar | Februar |
| Kw      | Mo      | Di      | Mi      | Do      | Fr      | Sa      | So      |
| ------- | ------- | ------- | ------- | ------- | ------- | ------- | ------- |
| 5       | 1       | 2       | 3       | 4       | 5       | 6       | 7       |
| 6       | 8       | 9       | 10      | 11      | 12      | 13      | 14      |
| 7       | 15      | 16      | 17      | 18      | 19      | 20      | 21      |
| 8       | 22      | 23      | 24      | 25      | 26      | 27      | 28      |

| März | März | März | März | März | März | März | März |
| Kw   | Mo   | Di   | Mi   | Do   | Fr   | Sa   | So   |
| ---- | ---- | ---- | ---- | ---- | ---- | ---- | ---- |
| 9    | 1    | 2    | 3    | 4    | 5    | 6    | 7    |
| 10   | 8    | 9    | 10   | 11   | 12   | 13   | 14   |
| 11   | 15   | 16   | 17   | 18   | 19   | 20   | 21   |
| 12   | 22   | 23   | 24   | 25   | 26   | 27   | 28   |
| 13   | 29   | 30   | 31   |      |      |      |      |

| April | April | April | April | April | April | April | April |
| Kw    | Mo    | Di    | Mi    | Do    | Fr    | Sa    | So    |
| ----- | ----- | ----- | ----- | ----- | ----- | ----- | ----- |
| 13    |       |       |       | 1     | 2     | 3     | 4     |
| 14    | 5     | 6     | 7     | 8     | 9     | 10    | 11    |
| 15    | 12    | 13    | 14    | 15    | 16    | 17    | 18    |
| 16    | 19    | 20    | 21    | 22    | 23    | 24    | 25    |
| 17    | 26    | 27    | 28    | 29    | 30    |       |       |

| Mai | Mai | Mai | Mai | Mai | Mai | Mai | Mai |
| Kw  | Mo  | Di  | Mi  | Do  | Fr  | Sa  | So  |
| --- | --- | --- | --- | --- | --- | --- | --- |
| 17  |     |     |     |     |     | 1   | 2   |
| 18  | 3   | 4   | 5   | 6   | 7   | 8   | 9   |
| 19  | 10  | 11  | 12  | 13  | 14  | 15  | 16  |
| 20  | 17  | 18  | 19  | 20  | 21  | 22  | 23  |
| 21  | 24  | 25  | 26  | 27  | 28  | 29  | 30  |
| 22  | 31  |     |     |     |     |     |     |

| Juni | Juni | Juni | Juni | Juni | Juni | Juni | Juni |
| Kw   | Mo   | Di   | Mi   | Do   | Fr   | Sa   | So   |
| ---- | ---- | ---- | ---- | ---- | ---- | ---- | ---- |
| 22   |      | 1    | 2    | 3    | 4    | 5    | 6    |
| 23   | 7    | 8    | 9    | 10   | 11   | 12   | 13   |
| 24   | 14   | 15   | 16   | 17   | 18   | 19   | 20   |
| 25   | 21   | 22   | 23   | 24   | 25   | 26   | 27   |
| 26   | 28   | 29   | 30   |      |      |      |      |

| Juli | Juli | Juli | Juli | Juli | Juli | Juli | Juli |
| Kw   | Mo   | Di   | Mi   | Do   | Fr   | Sa   | So   |
| ---- | ---- | ---- | ---- | ---- | ---- | ---- | ---- |
| 26   |      |      |      | 1    | 2    | 3    | 4    |
| 27   | 5    | 6    | 7    | 8    | 9    | 10   | 11   |
| 28   | 12   | 13   | 14   | 15   | 16   | 17   | 18   |
| 29   | 19   | 20   | 21   | 22   | 23   | 24   | 25   |
| 30   | 26   | 27   | 28   | 29   | 30   | 31   |      |

| August | August | August | August | August | August | August | August |
| Kw     | Mo     | Di     | Mi     | Do     | Fr     | Sa     | So     |
| ------ | ------ | ------ | ------ | ------ | ------ | ------ | ------ |
| 30     |        |        |        |        |        |        | 1      |
| 31     | 2      | 3      | 4      | 5      | 6      | 7      | 8      |
| 32     | 9      | 10     | 11     | 12     | 13     | 14     | 15     |
| 33     | 16     | 17     | 18     | 19     | 20     | 21     | 22     |
| 34     | 23     | 24     | 25     | 26     | 27     | 28     | 29     |
| 35     | 30     | 31     |        |        |        |        |        |

| September | September | September | September | September | September | September | September |
| Kw        | Mo        | Di        | Mi        | Do        | Fr        | Sa        | So        |
| --------- | --------- | --------- | --------- | --------- | --------- | --------- | --------- |
| 35        |           |           | 1         | 2         | 3         | 4         | 5         |
| 36        | 6         | 7         | 8         | 9         | 10        | 11        | 12        |
| 37        | 13        | 14        | 15        | 16        | 17        | 18        | 19        |
| 38        | 20        | 21        | 22        | 23        | 24        | 25        | 26        |
| 39        | 27        | 28        | 29        | 30        |           |           |           |

| Oktober | Oktober | Oktober | Oktober | Oktober | Oktober | Oktober | Oktober |
| Kw      | Mo      | Di      | Mi      | Do      | Fr      | Sa      | So      |
| ------- | ------- | ------- | ------- | ------- | ------- | ------- | ------- |
| 39      |         |         |         |         | 1       | 2       | 3       |
| 40      | 4       | 5       | 6       | 7       | 8       | 9       | 10      |
| 41      | 11      | 12      | 13      | 14      | 15      | 16      | 17      |
| 42      | 18      | 19      | 20      | 21      | 22      | 23      | 24      |
| 43      | 25      | 26      | 27      | 28      | 29      | 30      | 31      |

| November | November | November | November | November | November | November | November |
| Kw       | Mo       | Di       | Mi       | Do       | Fr       | Sa       | So       |
| -------- | -------- | -------- | -------- | -------- | -------- | -------- | -------- |
| 44       | 1        | 2        | 3        | 4        | 5        | 6        | 7        |
| 45       | 8        | 9        | 10       | 11       | 12       | 13       | 14       |
| 46       | 15       | 16       | 17       | 18       | 19       | 20       | 21       |
| 47       | 22       | 23       | 24       | 25       | 26       | 27       | 28       |
| 48       | 29       | 30       |          |          |          |          |          |

| Dezember | Dezember | Dezember | Dezember | Dezember | Dezember | Dezember | Dezember |
| Kw       | Mo       | Di       | Mi       | Do       | Fr       | Sa       | So       |
| -------- | -------- | -------- | -------- | -------- | -------- | -------- | -------- |
| 48       |          |          | 1        | 2        | 3        | 4        | 5        |
| 49       | 6        | 7        | 8        | 9        | 10       | 11       | 12       |
| 50       | 13       | 14       | 15       | 16       | 17       | 18       | 19       |
| 51       | 20       | 21       | 22       | 23       | 24       | 25       | 26       |
| 52       | 27       | 28       | 29       | 30       | 31       |          |          |

| Januar | Januar | Januar | Januar | Januar | Januar | Januar | Januar |
| Kw     | Mo     | Di     | Mi     | Do     | Fr     | Sa     | So     |
| ------ | ------ | ------ | ------ | ------ | ------ | ------ | ------ |
| 53     |        |        |        |        | 1      | 2      | 3      |
| 1      | 4      | 5      | 6      | 7      | 8      | 9      | 10     |
| 2      | 11     | 12     | 13     | 14     | 15     | 16     | 17     |
| 3      | 18     | 19     | 20     | 21     | 22     | 23     | 24     |
| 4      | 25     | 26     | 27     | 28     | 29     | 30     | 31     |

| Februar | Februar | Februar | Februar | Februar | Februar | Februar | Februar |
| Kw      | Mo      | Di      | Mi      | Do      | Fr      | Sa      | So      |
| ------- | ------- | ------- | ------- | ------- | ------- | ------- | ------- |
| 5       | 1       | 2       | 3       | 4       | 5       | 6       | 7       |
| 6       | 8       | 9       | 10      | 11      | 12      | 13      | 14      |
| 7       | 15      | 16      | 17      | 18      | 19      | 20      | 21      |
| 8       | 22      | 23      | 24      | 25      | 26      | 27      | 28      |

| März | März | März | März | März | März | März | März |
| Kw   | Mo   | Di   | Mi   | Do   | Fr   | Sa   | So   |
| ---- | ---- | ---- | ---- | ---- | ---- | ---- | ---- |
| 9    | 1    | 2    | 3    | 4    | 5    | 6    | 7    |
| 10   | 8    | 9    | 10   | 11   | 12   | 13   | 14   |
| 11   | 15   | 16   | 17   | 18   | 19   | 20   | 21   |
| 12   | 22   | 23   | 24   | 25   | 26   | 27   | 28   |
| 13   | 29   | 30   | 31   |      |      |      |      |

| April | April | April | April | April | April | April | April |
| Kw    | Mo    | Di    | Mi    | Do    | Fr    | Sa    | So    |
| ----- | ----- | ----- | ----- | ----- | ----- | ----- | ----- |
| 13    |       |       |       | 1     | 2     | 3     | 4     |
| 14    | 5     | 6     | 7     | 8     | 9     | 10    | 11    |
| 15    | 12    | 13    | 14    | 15    | 16    | 17    | 18    |
| 16    | 19    | 20    | 21    | 22    | 23    | 24    | 25    |
| 17    | 26    | 27    | 28    | 29    | 30    |       |       |

| Mai | Mai | Mai | Mai | Mai | Mai | Mai | Mai |
| Kw  | Mo  | Di  | Mi  | Do  | Fr  | Sa  | So  |
| --- | --- | --- | --- | --- | --- | --- | --- |
| 17  |     |     |     |     |     | 1   | 2   |
| 18  | 3   | 4   | 5   | 6   | 7   | 8   | 9   |
| 19  | 10  | 11  | 12  | 13  | 14  | 15  | 16  |
| 20  | 17  | 18  | 19  | 20  | 21  | 22  | 23  |
| 21  | 24  | 25  | 26  | 27  | 28  | 29  | 30  |
| 22  | 31  |     |     |     |     |     |     |

| Juni | Juni | Juni | Juni | Juni | Juni | Juni | Juni |
| Kw   | Mo   | Di   | Mi   | Do   | Fr   | Sa   | So   |
| ---- | ---- | ---- | ---- | ---- | ---- | ---- | ---- |
| 22   |      | 1    | 2    | 3    | 4    | 5    | 6    |
| 23   | 7    | 8    | 9    | 10   | 11   | 12   | 13   |
| 24   | 14   | 15   | 16   | 17   | 18   | 19   | 20   |
| 25   | 21   | 22   | 23   | 24   | 25   | 26   | 27   |
| 26   | 28   | 29   | 30   |      |      |      |      |

| Juli | Juli | Juli | Juli | Juli | Juli | Juli | Juli |
| Kw   | Mo   | Di   | Mi   | Do   | Fr   | Sa   | So   |
| ---- | ---- | ---- | ---- | ---- | ---- | ---- | ---- |
| 26   |      |      |      | 1    | 2    | 3    | 4    |
| 27   | 5    | 6    | 7    | 8    | 9    | 10   | 11   |
| 28   | 12   | 13   | 14   | 15   | 16   | 17   | 18   |
| 29   | 19   | 20   | 21   | 22   | 23   | 24   | 25   |
| 30   | 26   | 27   | 28   | 29   | 30   | 31   |      |

| August | August | August | August | August | August | August | August |
| Kw     | Mo     | Di     | Mi     | Do     | Fr     | Sa     | So     |
| ------ | ------ | ------ | ------ | ------ | ------ | ------ | ------ |
| 30     |        |        |        |        |        |        | 1      |
| 31     | 2      | 3      | 4      | 5      | 6      | 7      | 8      |
| 32     | 9      | 10     | 11     | 12     | 13     | 14     | 15     |
| 33     | 16     | 17     | 18     | 19     | 20     | 21     | 22     |
| 34     | 23     | 24     | 25     | 26     | 27     | 28     | 29     |
| 35     | 30     | 31     |        |        |        |        |        |

| September | September | September | September | September | September | September | September |
| Kw        | Mo        | Di        | Mi        | Do        | Fr        | Sa        | So        |
| --------- | --------- | --------- | --------- | --------- | --------- | --------- | --------- |
| 35        |           |           | 1         | 2         | 3         | 4         | 5         |
| 36        | 6         | 7         | 8         | 9         | 10        | 11        | 12        |
| 37        | 13        | 14        | 15        | 16        | 17        | 18        | 19        |
| 38        | 20        | 21        | 22        | 23        | 24        | 25        | 26        |
| 39        | 27        | 28        | 29        | 30        |           |           |           |

| Oktober | Oktober | Oktober | Oktober | Oktober | Oktober | Oktober | Oktober |
| Kw      | Mo      | Di      | Mi      | Do      | Fr      | Sa      | So      |
| ------- | ------- | ------- | ------- | ------- | ------- | ------- | ------- |
| 39      |         |         |         |         | 1       | 2       | 3       |
| 40      | 4       | 5       | 6       | 7       | 8       | 9       | 10      |
| 41      | 11      | 12      | 13      | 14      | 15      | 16      | 17      |
| 42      | 18      | 19      | 20      | 21      | 22      | 23      | 24      |
| 43      | 25      | 26      | 27      | 28      | 29      | 30      | 31      |

| November | November | November | November | November | November | November | November |
| Kw       | Mo       | Di       | Mi       | Do       | Fr       | Sa       | So       |
| -------- | -------- | -------- | -------- | -------- | -------- | -------- | -------- |
| 44       | 1        | 2        | 3        | 4        | 5        | 6        | 7        |
| 45       | 8        | 9        | 10       | 11       | 12       | 13       | 14       |
| 46       | 15       | 16       | 17       | 18       | 19       | 20       | 21       |
| 47       | 22       | 23       | 24       | 25       | 26       | 27       | 28       |
| 48       | 29       | 30       |          |          |          |          |          |

| Dezember | Dezember | Dezember | Dezember | Dezember | Dezember | Dezember | Dezember |
| Kw       | Mo       | Di       | Mi       | Do       | Fr       | Sa       | So       |
| -------- | -------- | -------- | -------- | -------- | -------- | -------- | -------- |
| 48       |          |          | 1        | 2        | 3        | 4        | 5        |
| 49       | 6        | 7        | 8        | 9        | 10       | 11       | 12       |
| 50       | 13       | 14       | 15       | 16       | 17       | 18       | 19       |
| 51       | 20       | 21       | 22       | 23       | 24       | 25       | 26       |
| 52       | 27       | 28       | 29       | 30       | 31       |          |          |

## Ereignisse

### Politik und Weltgeschehen

#### Königreich Ungarn/Erzherzogtum Österreich

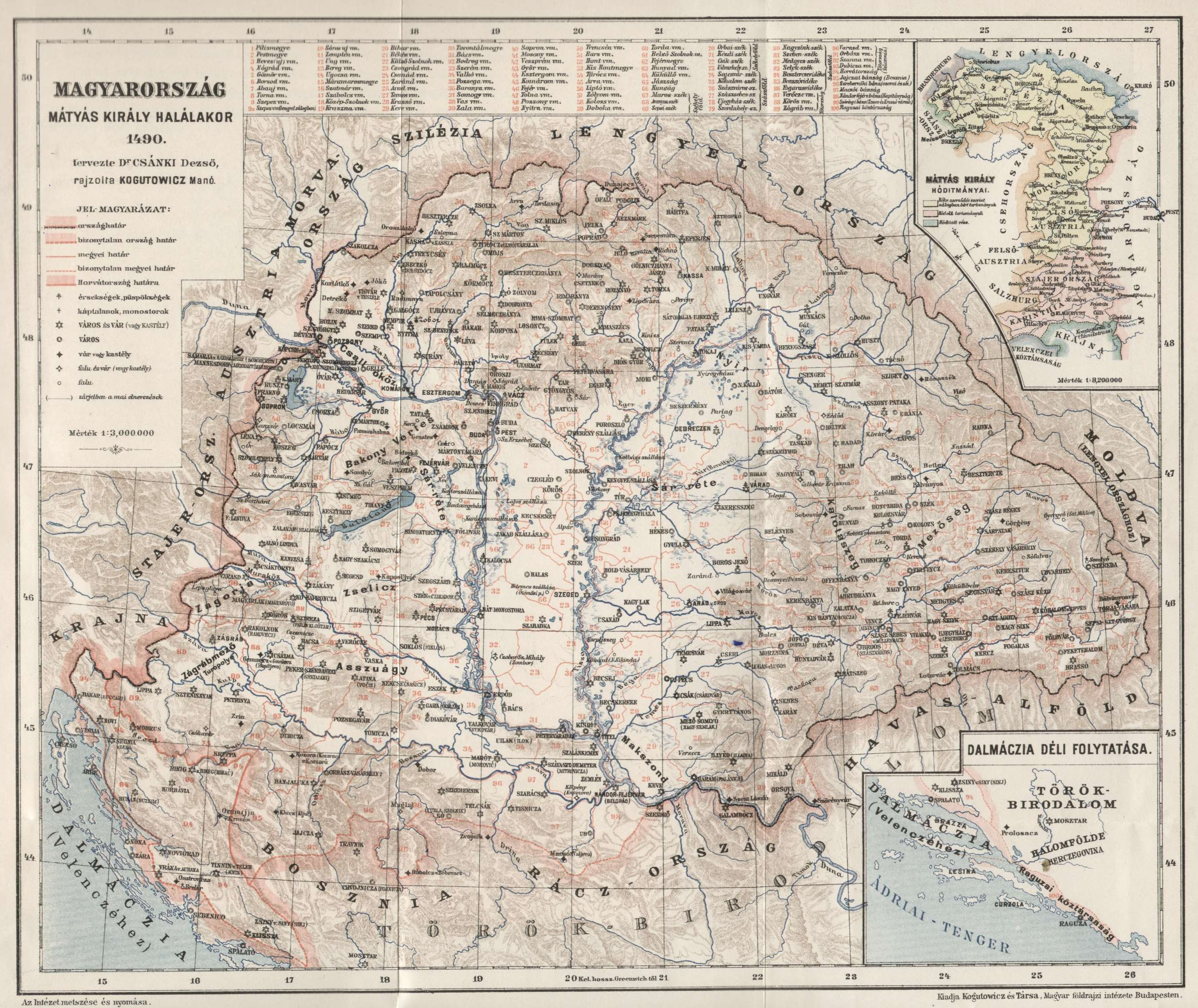
Matthias Corvinus’ Erwerbungen und das Königreich Ungarn zum Zeitpunkt seines Todes

Nach dem Tod von Matthias Corvinus am 6. April fällt das Herzogtum Österreich wieder an den Habsburger Friedrich III.
Die Belagerung Wiens vom 19. bis 29. August durch Maximilian I. endet mit der Kapitulation der Stadt.
Vladislav II. wird am 21. September auf Basis des Friedens von Olmütz nach dem Tod von Matthias Corvinus zum König von Ungarn gekrönt.

#### Eidgenossenschaft
Der im Vorjahr begonnene St. Gallerkrieg zwischen den vier eidgenössischen Schirmorten der Fürstabtei St. Gallen, Zürich, Luzern, Glarus und Schwyz einerseits und der Reichsstadt St. Gallen und dem Land Appenzell andererseits endet mit einem Sieg der Fürstabtei. Die Herrschaft Rheintal wird Gemeine Herrschaft der Alten Eidgenossenschaft.

#### West- und Südeuropa

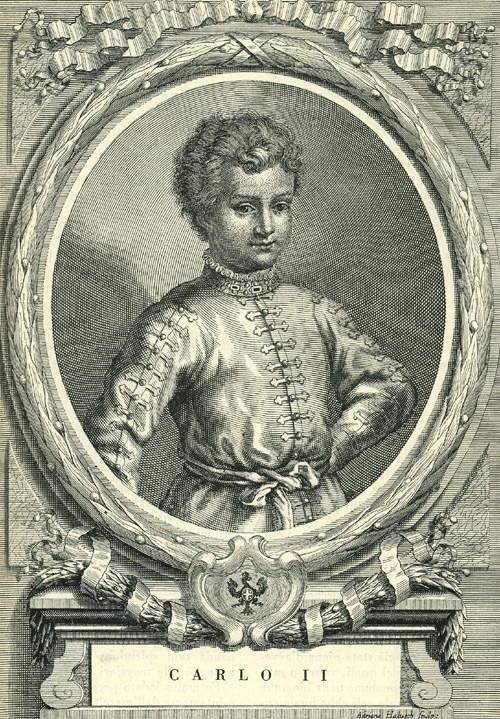
Karl II. von Savoyen
(Kupferstich um 1701)

- 13. März: Nach dem Tod von Karl I. wird sein Sohn Karl II. Herzog von Savoyen. Seine Mutter Bianca von Montferrat übernimmt die Vormundschaft für den Minderjährigen.
- Eine Kommission unter dem Vorsitz von Hernando de Talavera lehnt die von Christoph Kolumbus beantragte Finanzierung einer Indienreise durch Kastilien ab.

#### Osteuropa
- Russisch-Litauischer Krieg (1487–1494)

#### Indien
Die drei Dekkan-Sultanate Ahmadnagar, Berar und Bijapur erlangen ihre Unabhängigkeit vom Bahmani-Sultanat.

#### Amerika
Das Volk der Shuar schlägt einen Eroberungsversuch der Inka zurück und bewahrt damit dauerhaft seine Unabhängigkeit.

### Wirtschaft
- In München ist die Brauerei des Jörg Hafner nachgewiesen.
- Der Niederländische Postkurs wird eingerichtet.
- In Sachsen wird der Meißnische Gulden als Rechnungswährung eingeführt.

### Kultur

#### Bildende Kunst
- 1489/1490: Leonardo da Vinci malt im Auftrag des Herzogs von Mailand Ludovico Sforza die Dame mit dem Hermelin. Das Ölgemälde stellt Ludovicos Mätresse Cecilia Gallerani dar.
- 1489/1490: Sandro Botticelli malt die Krönung der Jungfrau.

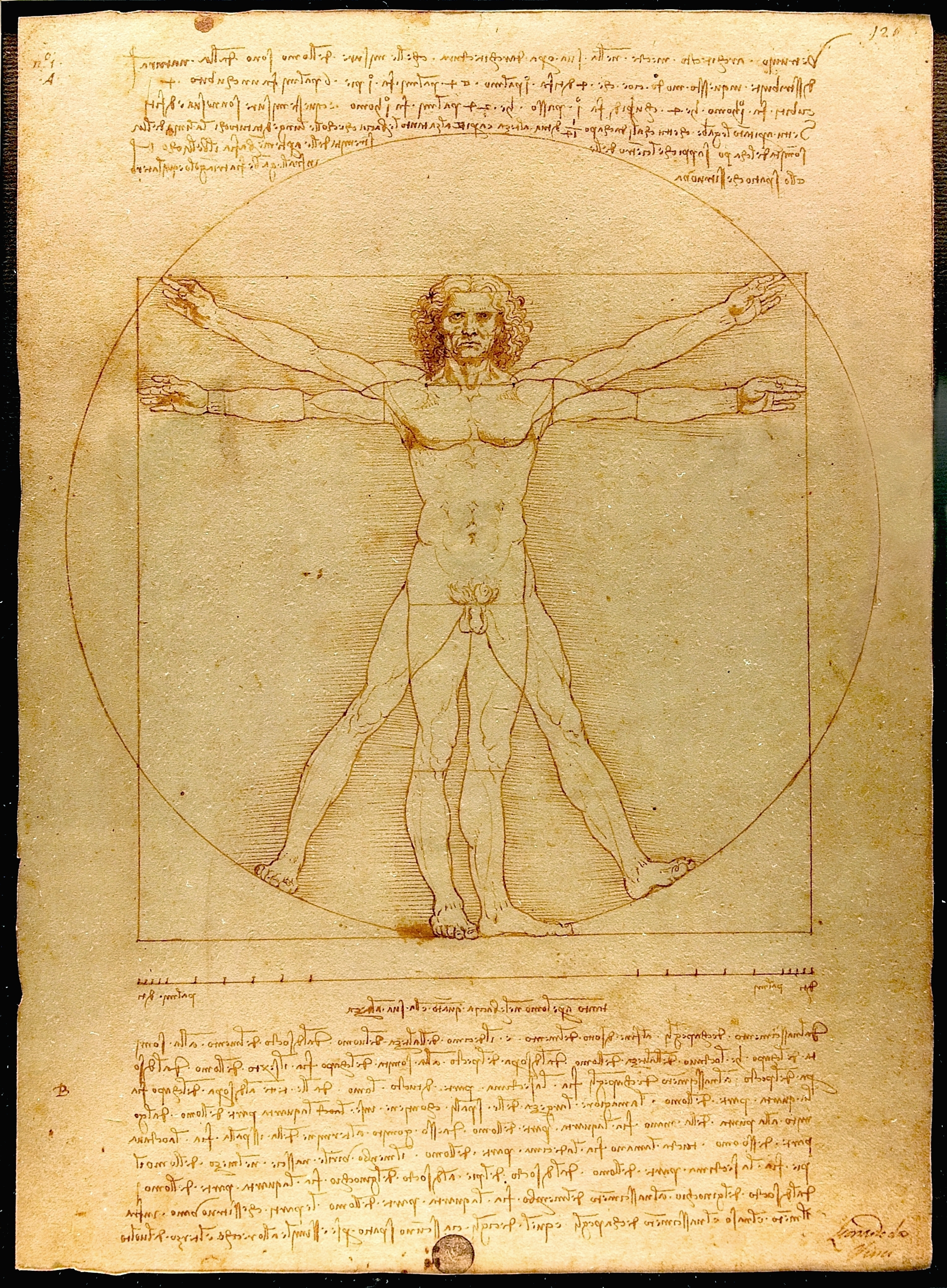
Der vitruvianische Mensch

- um 1490: Leonardo da Vinci fertigt eine Zeichnung, die später als Vitruvianischer Mensch Berühmtheit erlangt.

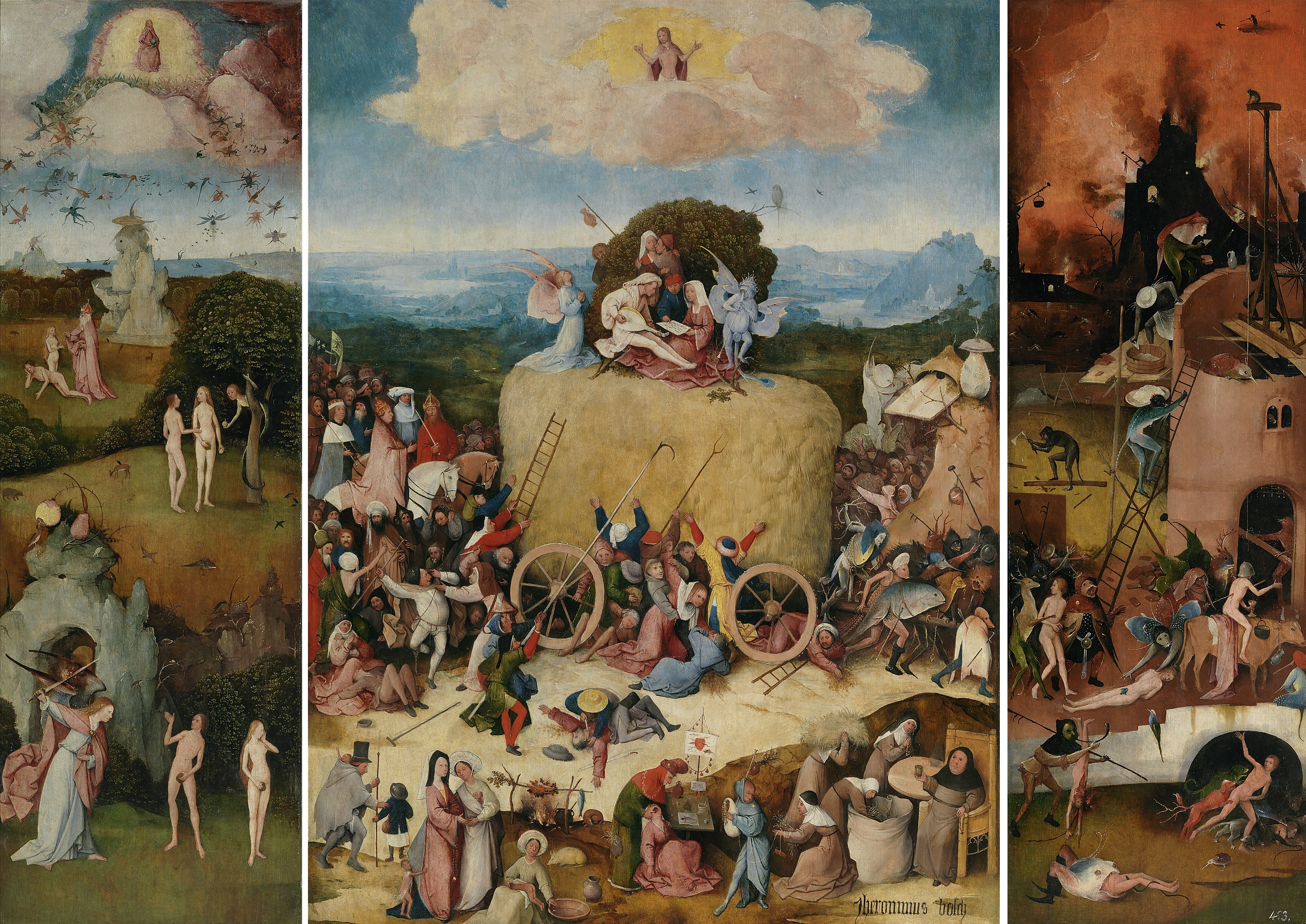
Triptychon Der Heuwagen

- um 1490: Hieronymus Bosch malt das Triptychon Der Heuwagen. Er spannt darin den Bogen vom Paradies über die Welt bis zur Hölle.

#### Literatur

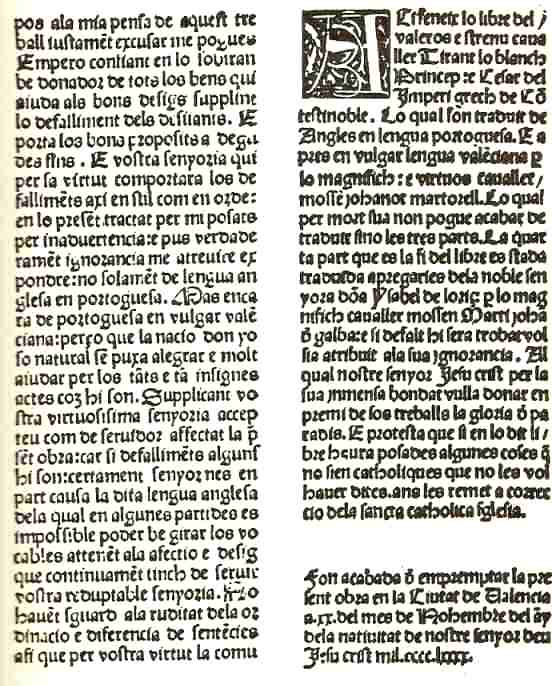
Tirant lo Blanc, Textauszug der Ausgabe von 1490

### Gesellschaft

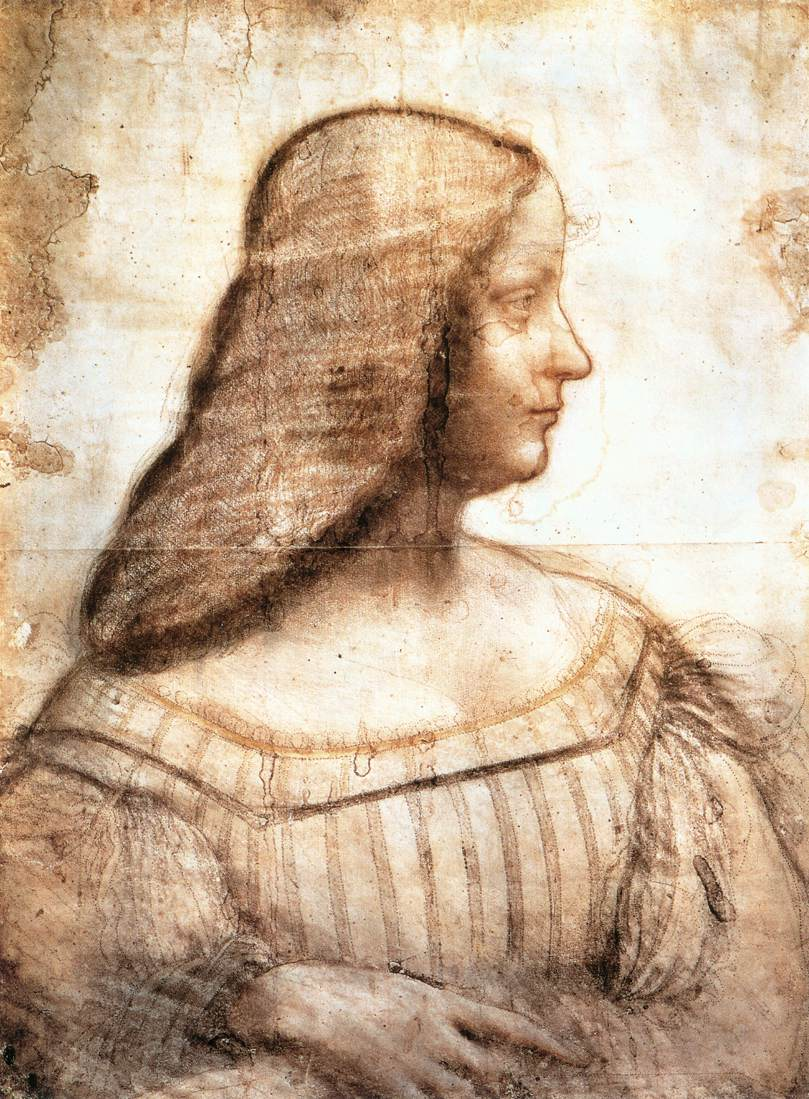
Porträt Isabellas von Leonardo da Vinci (1499)

Am 12. Februar wird die 16-jährige Isabella d’Este, Tochter von Ercole I. d’Este, des Herzogs von Ferrara, und Enkelin von König Ferdinand I. von Neapel, mit Gianfrancesco II. Gonzaga, dem Markgrafen von Mantua verheiratet. Da sich ihr Mann zu dieser Zeit als Militärkommandeur in den Diensten der Republik Venedig befindet, nimmt sie die Regierungsgeschäfte in ihre Hand. Unter ihrer Schirmherrschaft entwickelt sich der Hof zu Mantua in den folgenden Jahren zu einem der kulturellen Zentren Europas.
Charles de Valois, comte d’Angoulême, heiratet auf Anordnung der französischen Regentin Anne de Beaujeu die Prinzessin Luise von Savoyen.
Prinzessin Elisabeth von Spanien heiratet den portugiesischen Thronfolger Afonso, der jedoch knapp ein Jahr später stirbt, ohne den Thron zu besteigen.

### Religion
Kurfürst Friedrich III. von Sachsen gründet das Antoniterkloster Eicha südöstlich von Leipzig.
Die von Guiniforte Solari im Auftrag von Francesco I. Sforza begonnene Kirche Santa Maria delle Grazie in Mailand wird fertiggestellt.

## Historische Karten und Ansichten
|  |  | - Ansichten und territoriale Situation - Ansicht der Stadt Rhodos um 1490 - Europa und Eurasien am Ende der Herrschaft von König Matthias Corvinus von Ungarn um 1490 |

## Geboren

### Geburtsdatum gesichert
- 17. Februar: Charles III. de Bourbon-Montpensier, französischer Heerführer († 1527)
- 21. Februar: Hans Dürer, deutscher Maler, Zeichner und Graveur († 1534)
- 07. März: Benedikt Pauli, deutscher Rechtswissenschaftler († 1552)
- 24. März: Giovanni Salviati, Kardinal der Römischen Kirche († 1553)
- 25. März: Francesco Maria I. della Rovere, Herzog von Urbino († 1538)
- 04. April: Vojtěch von Pernstein, Landeshauptmann von Böhmen († 1534)
- 17. April: Ulrich Fugger der Jüngere, Augsburger Kaufmann († 1525)
- 17. Mai: Albrecht von Brandenburg-Ansbach, erster Herzog von Preußen († 1568)
- 28. Juni: Albrecht, Erzbischof von Magdeburg, Erzbischof-Kurfürst von Mainz und Markgraf von Brandenburg († 1545)
- 25. Juli: Amalie von der Pfalz, Pfalzgräfin von Simmern und Herzogin von Pommern († 1525)
- 23. September: Johann Heß, deutscher lutherischer Theologe und Reformator († 1547)
- 10. November: Johann, Regent der Vereinigten Herzogtümer Jülich-Kleve-Berg († 1539)
- 24. November: Tilemann Plathner, deutscher evangelischer Theologe und Reformator († 1551)
- 26. Dezember: Friedrich Myconius, deutscher Prediger und Reformator († 1546)

### Genaues Geburtsdatum unbekannt
- Rudolf Agricola, deutscher Drucker und Autor († 1521)
- Germain de Brie, französischer Humanist († 1538)
- Costanzo Festa, italienischer Komponist († 1545)
- Michael Gaismair, österreichischer Bauernführer († 1532)
- Juan de Grijalva, spanischer Entdecker und Konquistador († 1527)
- Olaus Magnus, schwedischer Geograph, Kartograph und Bischof († 1557)
- Juan de Padilla, einer der Führer des Comuneros-Aufstandes gegen Kaiser Karl V. († 1521)
- Jean Salmon Macrin, neulateinischer Dichter französischer Herkunft († 1557)
- Johannes Xylotectus, Schweizer Reformator und Kirchenlieddichter († 1526)

### Geboren um 1490
- 1477/1488/1490: Tiziano Vecellio, genannt Tizian, venezianischer Maler der Hochrenaissance († 1576)
- Leo Africanus, berberischer Reisender und Geograf († nach 1550)
- Juan Boscán Almogávar, spanischer Dichter († 1542)
- Matthäus Aurogallus, deutscher Historiker, Sprachwissenschaftler und Hebraist († 1543)
- Johannes Blasius, Schweizer evangelischer Pfarrer und Reformator († 1550)
- Pietro Paolo Borrono, italienischer Komponist und Lautenist († nach 1563)
- Eberhard Brisger, deutscher evangelischer Theologe und Reformator († 1545)
- Francis Bryan, englischer Adeliger und Diplomat († 1550)
- Heinrich Faber, deutscher Pädagoge und Musiktheoretiker († 1552)
- William Fitzwilliam, 1. Earl of Southampton, Vertrauter des englischen Königs Heinrich VIII. († 1542)
- Florian Geyer, fränkischer Reichsritter, Führer des Schwarzen Haufens im Deutschen Bauernkrieg († 1525)
- Margherita Luti, genannt La Fornarina, italienische Bäckerstochter, bevorzugtes Modell Raffaels und vermutlich dessen Geliebte
- Álvar Núñez Cabeza de Vaca, spanischer Seefahrer und Entdecker, († 1557)
- Joachim Slüter, niederdeutscher Reformator († 1532)
- John Stewart, 3. Earl of Lennox, schottischer Adeliger († 1526)
- Francesco Torniello, Mailänder Typograf, Schriftsteller und Franziskaner, Pionier der mathematischen Typografie († 1589)
- Alfonso de Valdés spanischer Humanist, Sekretär und Politiker († 1532)

## Gestorben

### Erstes Halbjahr

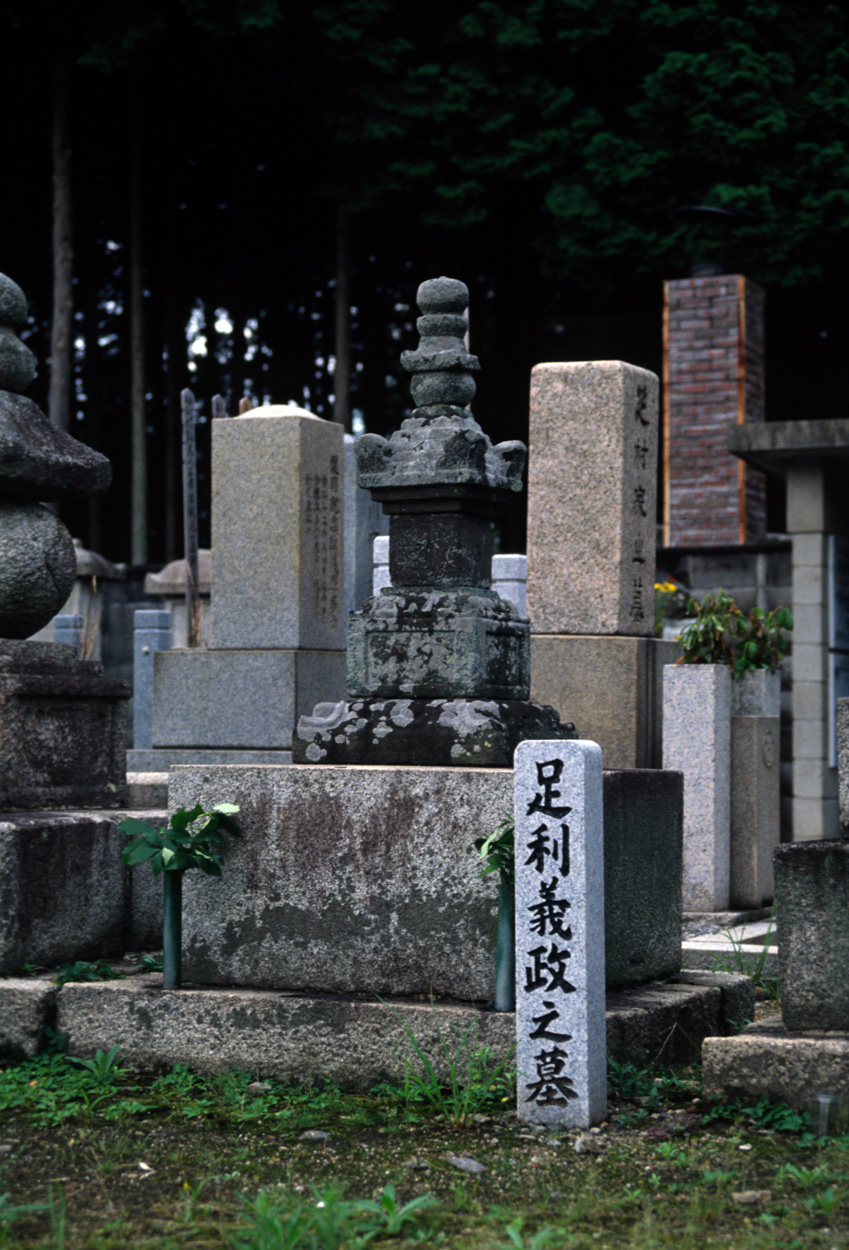
Ashikaga Yoshimasas Grab in Kyoto

- 27. Januar: Ashikaga Yoshimasa, japanischer Shōgun (* 1436)
- 21. Februar: Ubaidullah Ahrar, Scheich des Naqschbandi-Ordens (* 1404)
- 03. März: Friedrich von Öttingen, Bischof von Passau (* um 1459)
- 07. März: Iwan Iwanowitsch der Junge, russischer Großfürst (* 1458)
- 13. März: Karl I., Herzog von Savoyen (* 1468)
- 06. April: Matthias Corvinus, König von Ungarn und Kroatien, Gegenkönig von Böhmen, Erzherzog von Österreich (* 1443)
- 27. April: Jakob von Zadar, dalmatinischer Franziskaner (* um 1400)
- 05. Mai: Margarethe von Nassau-Saarbrücken, deutsche Adelige Büchersammlerin (* 1426)

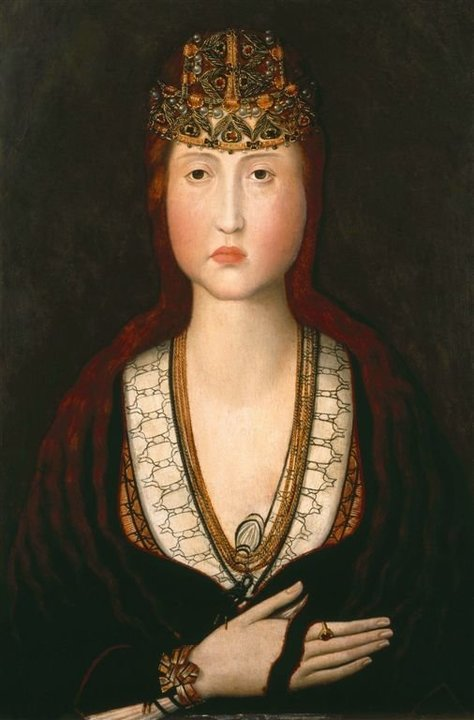
Johanna von Portugal

- 12. Mai: Johanna von Portugal, portugiesische Prinzessin aus dem Hause Avis, kurzzeitig Regentin von Portugal (* 1452)
- 02. Juni: Heinrich von Kleve, Abt des Benediktinerklosters Liesborn
- 27. Juni: Eitel Friedrich von Zollern, holländischer Admiral (* 1454)

### Zweites Halbjahr
- 16. Juli: William Herbert, 2. Earl of Pembroke, englischer Adeliger (* um 1455)
- 11. August: Wilhelm von Wertheim, Domherr und Generalvikar in Köln
- 28. August: Wilhelm von Bibra, päpstlicher Gesandter (* 1442)
- 04. September: Albrecht II. von Hohenlohe-Weikersheim, fränkischer Reichsgraf (* um 1419)
- 12. September: Peter Schott der Jüngere, deutscher Jurist, Theologe und Humanist (* 1460)
- 03. Oktober: Franz von Savoyen, Erzbischof von Auch und Administrator des Bistums Genf (* 1454)
- 17. Oktober: Giuliano da Maiano, italienischer Architekt, Bildhauer und Kunstschreiner (* 1432)
- 11. November: Sebastian I., Graf von Ortenburg (* 1434)
- 19. November: Hans der Reiche, Freiherr von Gemmingen (* um 1410)

### Genaues Todesdatum unbekannt
- vor dem 26. April: Heinrich Gundelfingen, deutscher Frühhumanist (* um 1440/1445)
- Ottilie von Baden, badische Markgräfin und Abtissin zu Pforzheim (* 1470)
- Martí Joan de Galba, katalanischer Aristokrat und Schriftsteller
- Kasimir II., Herzog von Zator (* vor 1450)
- Arend De Keysere, flandrischer Drucker von Inkunabeln (* um 1450)
- Balázs Magyar, ungarischer Feldherr
- George Ripley, englischer Alchemist (* um 1415)
- Hermann Slupwachter, deutscher römisch-katholischer Theologe und Rechtsgelehrter (* 1420)
- Bernhardus Trevisanus, italienischer Alchemist (* 1406)

### Gestorben um 1490
- Laonikos Chalkokondyles, byzantinischer Geschichtsschreiber (* um 1430)
- Beatrix da Silva Meneses, portugiesische Adelige, Ordensgründerin und Heilige (* um 1424)
- Hans Talhoffer, deutscher Fechtmeister (* um 1420)